# Studentradiostation
En studentradiostation är en närradiostation, eller ett enskilt program på en närradiostation, som sänds av studerande vid en högskola eller universitet.
I Sverige kan sändningstillstånd ges till "Obligatoriska sammanslutningar av studerande vid universitet och högskolor", som det står i Radio- och TV-lagen. Med "obligatoriska sammanslutningar" menas i allmänhet studentkårer.
Studenter vid andra utbildningar, till exempel folkhögskolor eller privata utbildningsföretag, kan också sända studentradio, men sänder då under benämningen "ideell förening", där en grupp studenter har gått samman för att bilda en ideell förening i syfte att sända studentradio. I praktiken har det mindre betydelse för lyssnaren då de också sänder över en närradiofrekvens.
I vissa fall kan även studentradiostationen sända över nätet, dvs. vara en webbradiokanal. Radio- och TV-lagen gäller då inte på samma sätt, men avgifter till musikrättighetsinnehavare (till exempel Stim) måste ändå betalas.
En etersändande studentradiostation betalar en schablonavgift baserad på i vilken utsändningszon närradiostationen sänder. Som webbradiostation beräknas avgiften efter antalet möjliga samtidiga lyssnare som kan koppla upp sig mot utsändningsservern.
Programinnehållet är oftast utformat för andra studenter, men behöver inte vara det.